# Sir-Charles-Hardy-Group-Nationalpark
Der Sir-Charles-Hardy-Group-Nationalpark (englisch Sir Charles Hardy Group National Park) ist ein 131 Hektar großer Nationalpark in Queensland, Australien. Er besteht aus 2 Felseninseln und gehört zum UNESCO-Weltnaturerbes Great Barrier Reef. Benannt ist der Park nach Charles Hardy, einem britischen Flottenadmiral.

## Lage
Der Nationalpark befindet sich  610 Kilometer nördlich von Cairns und 165 Kilometer südwestlich von Cape York an der Ostküste der Cape York Halbinsel. Die Inseln liegen etwa 25 Kilometer vor Cape Grenville, einer Landspitze zwischen Shelbourne und Temple Bay, im Korallenmeer.
In der näheren Umgebung liegen die Nationalparks Saunders Islands, Raine Island, Piper Islands und Wuthara Island.

## Landesnatur
Der Nationalpark besteht aus zwei kleinen Felsinseln. Beide sind etwa gleich groß, nahezu kreisförmig und haben einen Durchmesser von etwa einem Kilometer. Die höchste Erhebung liegt 72 Meter über dem Meeresspiegel.

## Flora und Fauna
Die Vegetation besteht hauptsächlich aus Grasflächen mit kleineren Flecken aus Buschwerk. Entlang der Küste gibt es einige Buchten mit Sandstränden und Taschen mit Mangrovenwald.
Vom Mensch fast unberührt, bieten die Inseln zahlreichen Tieren sowohl Lebensraum als auch Brutmöglichkeiten, darunter den gefährdeten Ruß-Austernfischern (Haematopus fuliginosus), Zwergseeschwalben (Sternula albifrons) und Rifftriele (Esacus giganteus).
Besonders häufig kommen dagegen die Eilseeschwalbe (Thalasseus bergii), Kupfernackentaube (Geopelia humeralis) und Schwarznacken-Seeschwalbe (Sterna sumatrana).
Das einzige Reptil, das auf der Insel gesichtet wurde, ist der Coastal tree skink (Cryptoblepharus litoralis).